# Domanice (Luže)

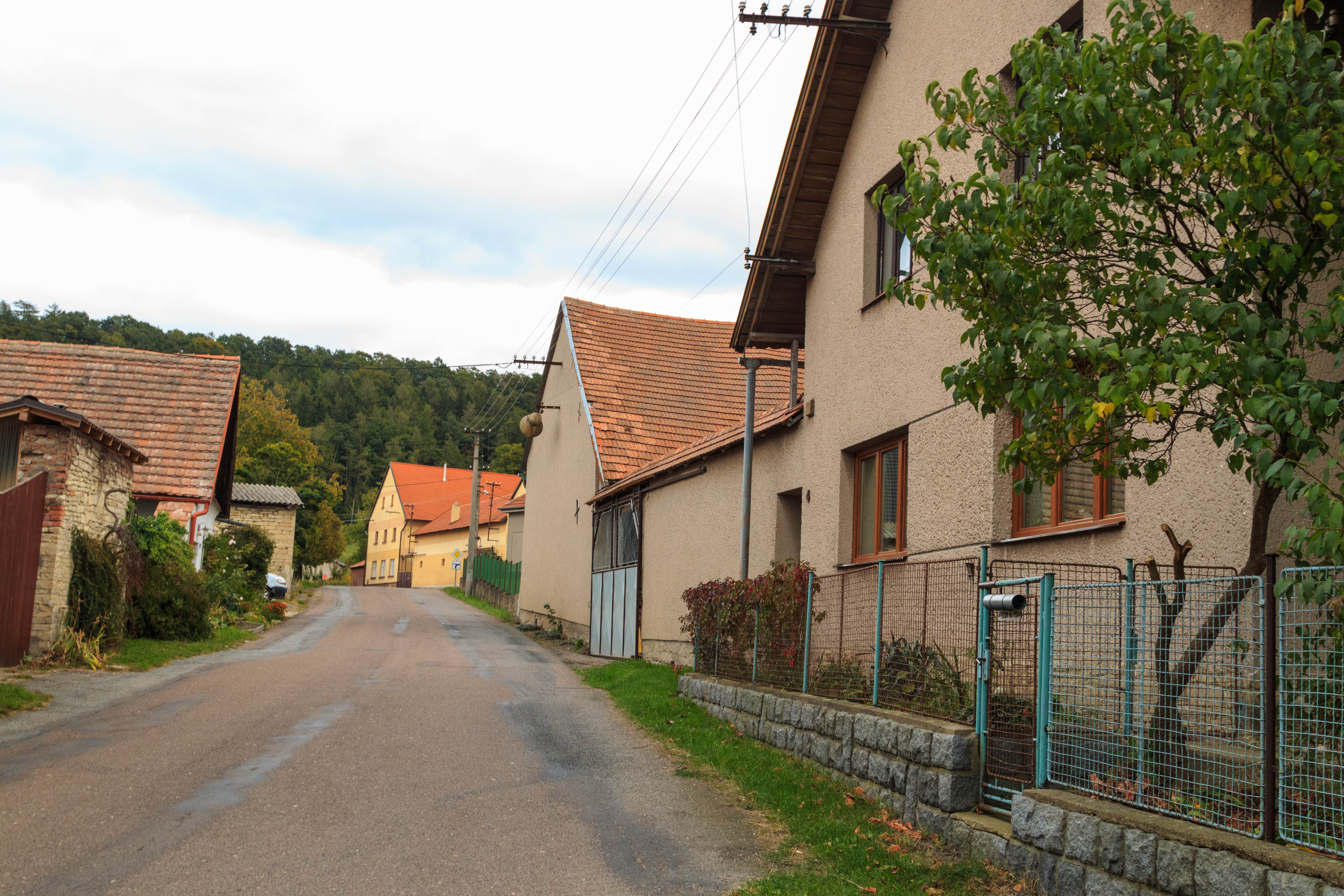
Dorfstraße

Domanice (deutsch Domanitz) ist ein Ortsteil der Stadt Luže in Tschechien. Er liegt zweieinhalb Kilometer nordöstlich von Luže und gehört zum Okres Chrudim.

## Geographie
Domanice befindet sich am Fuße des Poklona-Plateaus in der Novohradská stupňovina (Neuschlosser Stufenland). Südöstlich erhebt sich der Farářství (445 m n.m.), im Süden die Klapalka (380 m n.m.). 
Nachbarorte sind Srbce im Norden, Pěšice, Svařeň und Sejtinka im Nordosten, Řepníky im Osten, Střemošice im Südosten, Bílý Kůň, Rabouň, Doly und Janovičky im Süden, Košumberk, Chlumek und Luže im Südwesten, Voletice im Westen sowie Lozice, Martinice und Jenišovice im Nordwesten.

## Geschichte
Die erste schriftliche Erwähnung von Domanice erfolgte im September 1415, als der Besitzer der Feste, Beneš Brázda, auf einer Beschwerdeschrift böhmischer und mährischer Herren an das Konstanzer Konzil petschierte. 1440 gehörte Brázda zu den Teilnehmern einer Versammlung ostböhmischer Adliger in Čáslav. Das Gut Domanice mit der Feste, dem Hof und dem Dorf Domanice sowie weiteren zehn Dörfern fiel 1470 als erledigtes Lehn an König Georg von Podiebrad heim, der es an Jan von Bříství, Jan von Jestříbec und Heřman von Sulice überließ. Unter den Herren Sulický von Slepotice endete die Zeit des Kleinadelssitzes und selbstständigen Gutes Domanice. Die Feste Domanice wurde 1543 als wüst bezeichnet und verschwand schließlich ohne sichtbare Spuren; ihr Standort wird im Ortszentrum bei den Häusern Nr. 1 und Nr. 19 vermutet. Erhalten blieb einzig der Hof Domanice als Meierhof der Herrschaft Koschumberg. Nach der Aufhebung des Jesuitenordens 1773 fiel die Herrschaft Koschumberg dem Religionsfonds zu. 
Im Zuge der Raabisation wurde der Meierhof Domanice 1778 emphyteutisiert und das aus zehn Anwesen bestehende Dorf gegründet.
Im Jahre 1835 bestand das im Chrudimer Kreis gelegene Dorf Domanitz aus 18 Häusern, in denen 87 Personen, darunter drei protestantische Familien, lebten. Abseits des Ortes lag ein Jägerhaus. Pfarrort war Lusche. Bis zur Mitte des 19. Jahrhunderts blieb Domanitz dem Gut Koschumberg untertänig.
Nach der Aufhebung der Patrimonialherrschaften bildete Domanice ab 1849 einen Ortsteil der Gemeinde Voletice im Gerichtsbezirk Hohenmauth. Ab 1868 gehörte das Dorf zum politischen Bezirk Hohenmauth. 1869 hatte Domanice 88 Einwohner und bestand aus 20 Häusern. 1880 erreichte das Dorf mit 105 Einwohnern die höchste Bevölkerungszahl in seiner Geschichte. Im Jahre 1900 lebten in Domanice 84 Personen, 1910 waren es 87. 1930 hatte das Dorf 93 Einwohner. Nach dem Februarumsturz 1948 ignorierten die Landwirte von Domanice lange Zeit die Forderungen zur Kollektivierung; nach Repressionen des Bezirksausschusses wurde im August 1957 eine JZD gebildet, die zwei Jahre später mit der JZD Voletice zusammengeschlossen wurde. Seit 1961 gehört das Dorf zum Okres Chrudim. Am 30. April 1976 wurde Domanice zusammen mit Voletice nach Luže eingemeindet. Beim Zensus von 2001 lebten in den 18 Häusern von Domanice 26 Personen.

## Ortsgliederung
Der Ortsteil Domanice ist Teil des Katastralbezirkes Voletice.

## Sehenswürdigkeiten
- Naturdenkmal Kusá hora, nordöstlich des Dorfes
- Jüdischer Friedhof Luže, südwestlich von Domanice